# Robert Wyatt
Robert Wyatt (født 28. januar 1945 i Bristol, England) er en engelsk progressiv rock musiker. Han begyndte sin karriere i Soft Machine.

## Diskografi

### Albums

#### Soft Machine
- The Soft Machine (ABC/Probe, 1968) (engelsk)
- Volume Two (ABC/Probe, 1969) (engelsk)
- Third (Columbia, 1970) (engelsk)
- Fourth (Columbia, 1971) (engelsk)

#### Solo
- The End of an Ear (1970)

#### Matching Mole
- Matching Mole (1972)
- Matching Mole's Little Red Record (1972)

#### Solo
- Rock Bottom (1974)
- Ruth Is Stranger Than Richard (1975)
- Nothing Can Stop Us (1981, Singles compilation; 1983 Australian edition includes "Shipbuilding")
- The Animals Film (1982, Soundtrack)
- Old Rottenhat (1985)
- Dondestan (1991)
- A Short Break (1996, EP)
- Shleep (1997)
- Dondestan (Revisited) (1998)
- Solar Flares Burn for You (2003)
- Cuckooland (2003)
- Theatre Royal Drury Lane 8th September 1974 (2005)

### EPs
- The Peel Sessions (1974, "Alifib"/"Soup Song"/"Sea Song"/"I'm a Believer")
- Work In Progress (1984, "Biko"/"Amber and the Amberines"/"Yolanda"/"Te Recuerdo Amanda")
- 4 Tracks EP (1984, "I'm a Believer"/"Yesterday Man"/"Team Spirit"/"Memories")
- Airplay (2002, "Fridge"/"When Access Was A Noun "/"Salt-Ivy"/"Signed Curtain")

### Singles
- "I'm a Believer"/"Memories" (1974)
- "Yesterday Man"/"I'm a Believer" (1974)
- "Yesterday Man"/"Sonia" (1977)
- "Arauco"/"Caimanera" (1980)
- "At Last I'm Free"/"Strange Fruit" (1980)
- "Stalin Wasn't Stallin'"/"Stalingrad" (1981)
- "Grass"/"Trade Union" (1981)
- "Shipbuilding"/"Memories of You"/"'Round Midnight" (1982)
- "The Age of Self"/"Raise Your Banners High" (1984)
- "Chairman Mao" (1987)
- "Free Will and Testament"/"The Sight of the Wind" (1997)
- "Heaps of Sheeps"/"A Sunday in Madrid" (1997)